# Sarlós kúpfejűszöcske
A sarlós kúpfejűszöcske (Conocephalus dorsalis) a fürgeszöcskék családjába tartozó, Eurázsiában honos szöcskefaj.

## Megjelenése
A sarlós kúpfejűszöcske testhossza a hímek esetében 13-16 mm, a nőstényeknél 14-18 mm, ehhez járul még a 8-11 mm-es tojócső. Kis, karcsú testű faj. Feje előrefelé megnyúlt, kihegyesedő. Alapszíne zöld, a hátán a fejtetőtől a potrohvégig széles barna sáv fut végig. Hosszú (3-4 testhossznyi) csápjai és szemei vörösbarnák. A barnás-áttetsző szárnyak a hím esetében a potroh háromnegyedéig, a nősténynél a feléig érnek. A hím cerkuszainak (potrohfüggelékeinek) belső foga a középtáj után helyezkedik el és erősebb mint a kis kúpfejűszöcske esetében. A nőstények tojócsöve vörösbarnás és határozottan felfelé ível. 
Éneke magas cirpelés, melyet perceken keresztül kitart, miközben a frekvenciája néha lassul majd újra gyorsul. 

### Hasonló fajok
A kis kúpfejűszöcske hasonlít hozzá. 

## Elterjedése
Eurázsiában honos, Dél-Franciaországtól és Angliától egészen Nyugat-Szibériáig. Elterjedésének északi határa Dél-Skandináviában húzódik. Magyarországon szórványosan fordul elő, többek között az Aggteleki-karszton, a Balaton-felvidéken és az Alföldön. 

## Életmódja
Nedves rétek, mocsárrétek, árterek lakója, ahol a talaj mindig nedves és időnként víz árasztja el. A 30-140 cm magas növényzetet kedveli, a sűrű nádasoknak inkább csak a szélén fordul elő. A magasabb gyepszintben tartózkodik. Mindenevő, levelekkel, füvekkel és kisebb rovarokkal táplálkozik. 
Kifejlett egyedeivel júliustól októberig találkozhatunk. A nőstény káka, sás, nád, gyékény szárába, levélhüvelyébe rakja a kiszáradást nem tűrő petéit. A lárvák a következő évben június elején kelnek ki és ötször vedlenek. 

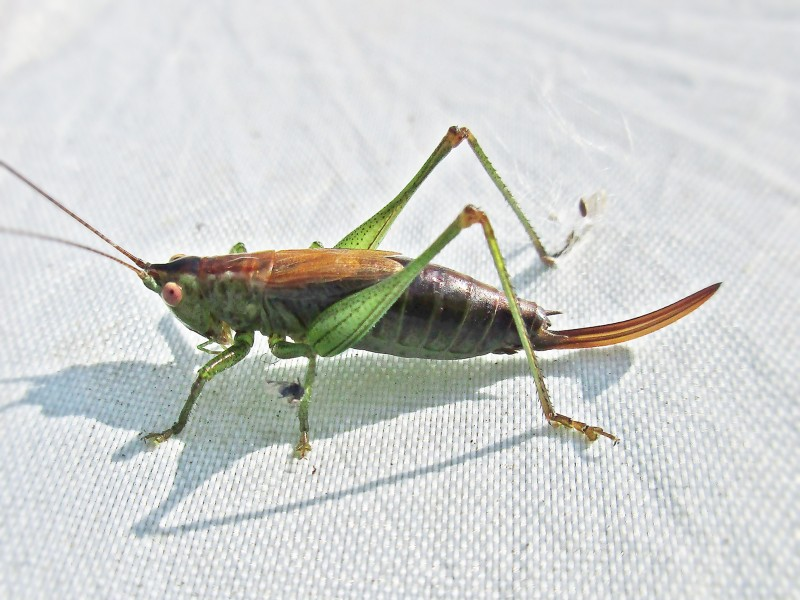
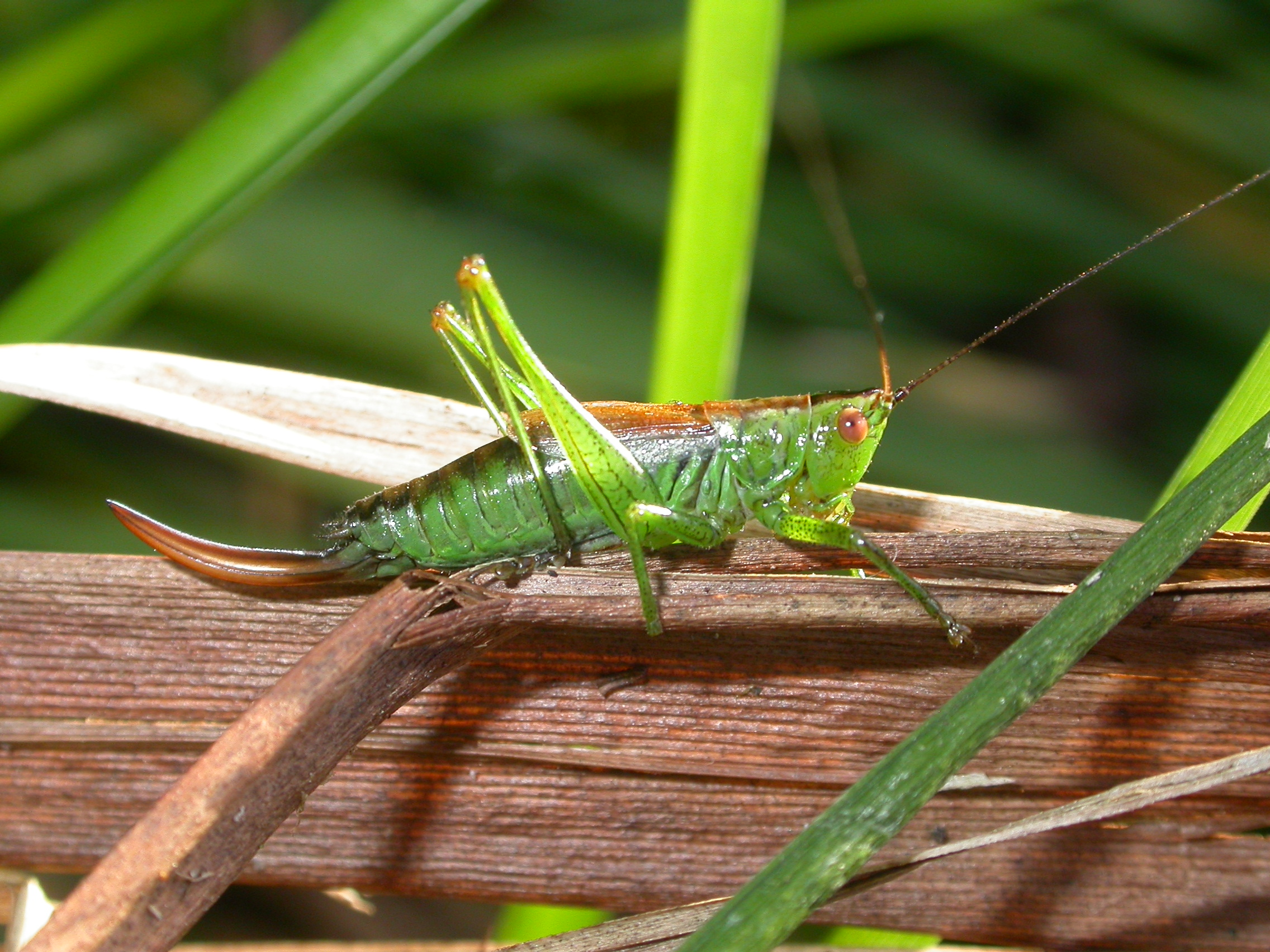
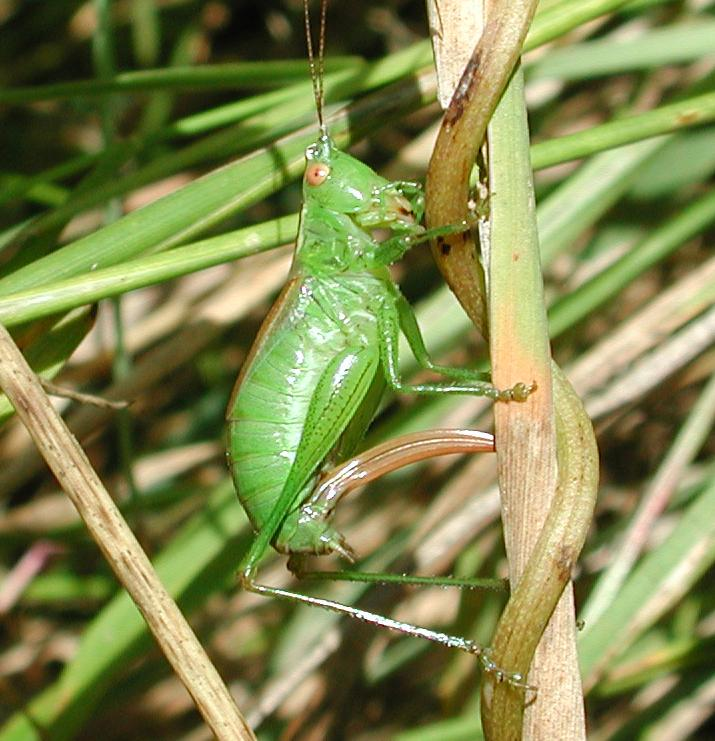
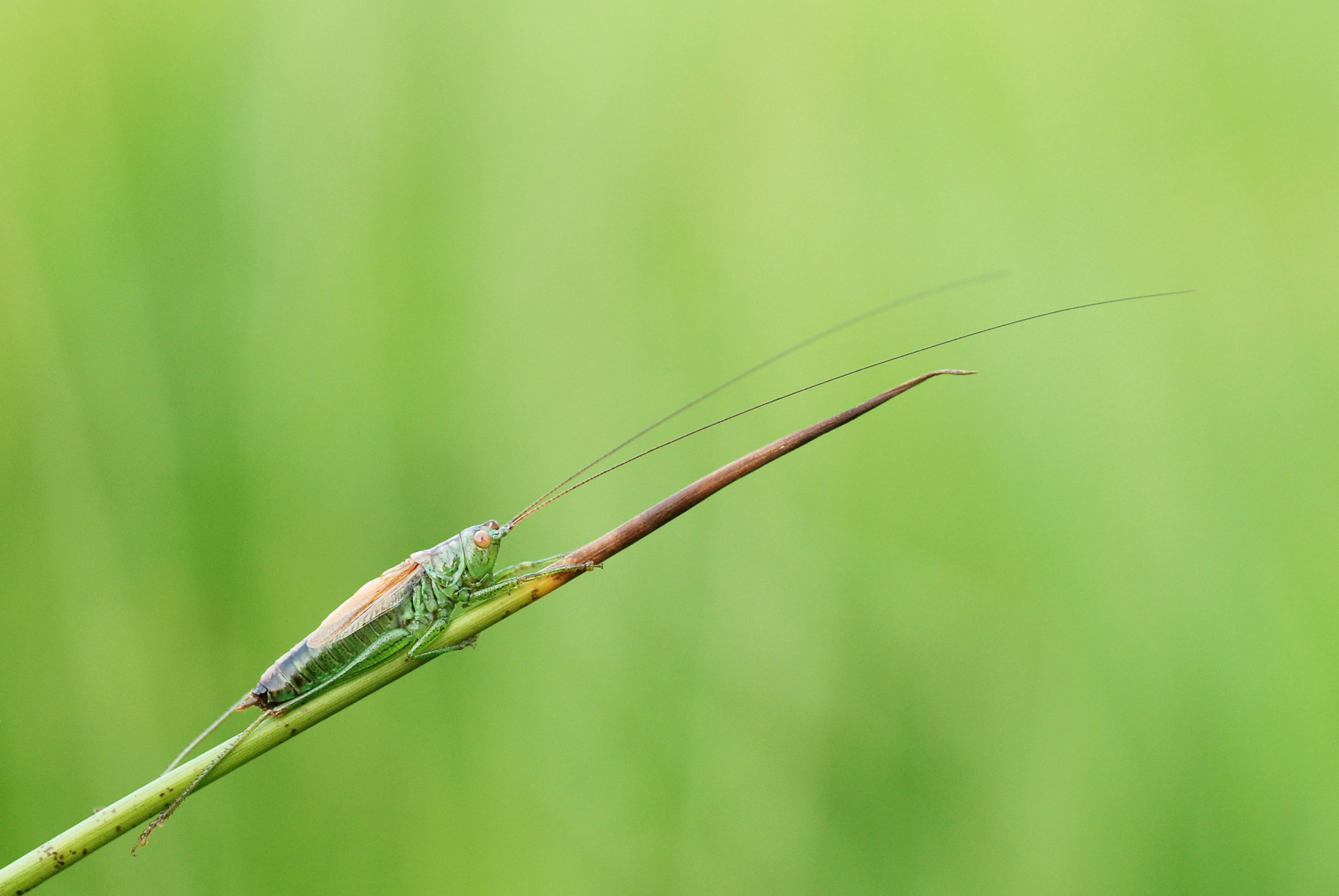
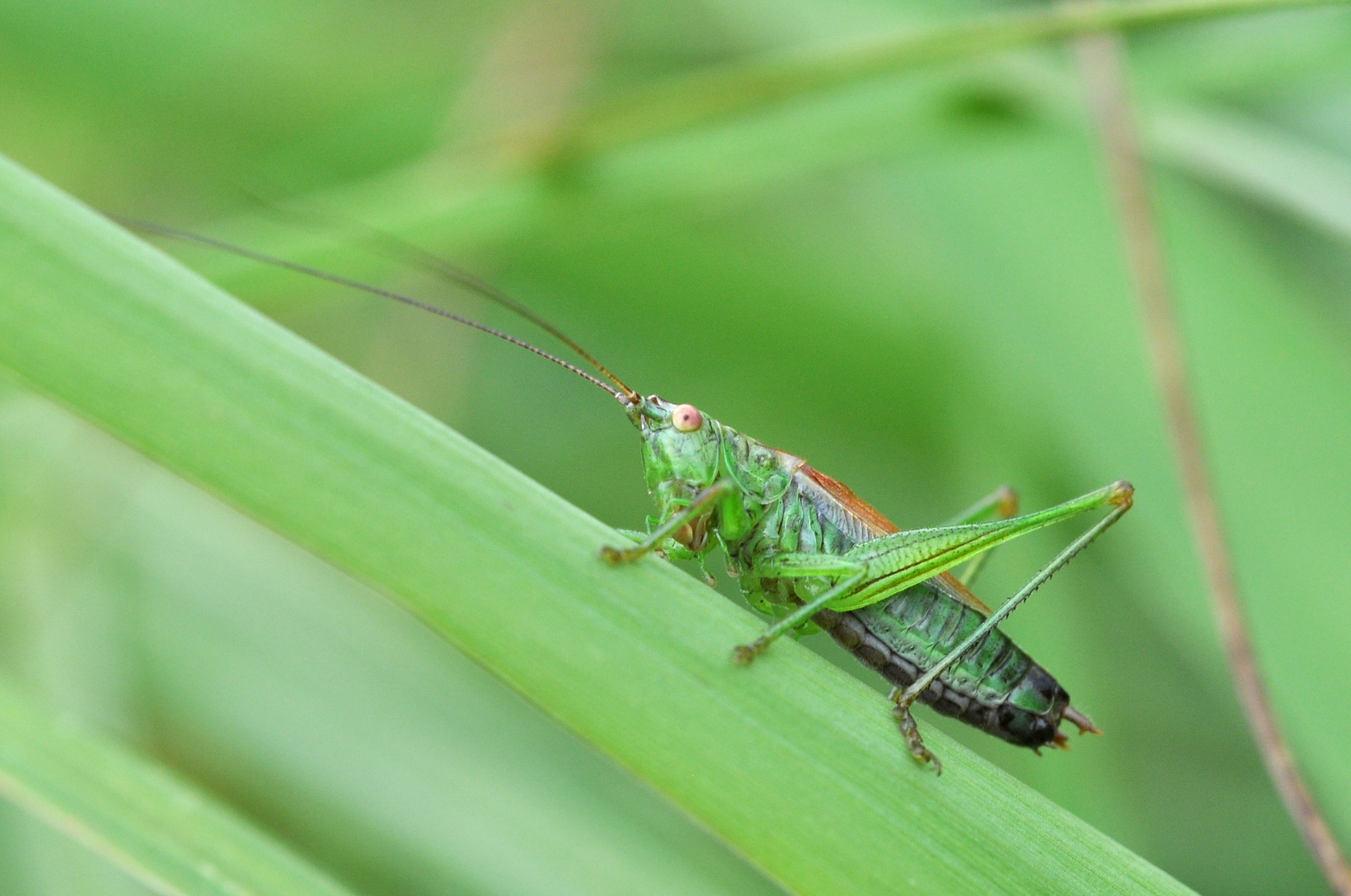

Magyarországon nem védett.